# Березова Гать (Коростишівський район)
Березова Гать — колишній хутір у Вільнянській і Лазарівській сільських радах Брусилівського і Коростишівського районів Київської округи та Київської області.

## Населення
Відповідно до перепису населення СРСР, станом на 17 грудня 1926 року, чисельність населення становила 32 особи, з них, за статтю: чоловіків — 14, жінок — 18; етнічний склад: українців — 32. Кількість господарств — 8.

## Історія
Станом на 17 грудня 1926 року — хутір Вільнянської сільської ради Брусилівського району Київської округи. 23 серпня 1934 року, відповідно до рішення президії ВУЦВК «Про утворення в складі Коростишівського району Лазарівської сільради», хутір підпорядковано новоствореній Лазарівській (Хутір-Лазарівській) сільській раді Коростишівського району Київської області.
Знятий з обліку населених пунктів до 1 жовтня 1941 року.